# Pomasia psylaria
Pomasia psylaria là một loài bướm đêm trong họ Geometridae.